# Трамвайная авария в Выборге
Трамвайная авария в Выборге (фин. Viipurin raitiovaunuonnettomuus) — транспортная катастрофа. Произошла 15 сентября 1920 года, когда в Выборге на углу улиц Катаринанкату (ныне — Крепостной) и Торикату (ныне — Пионерская улица) сошёл с рельсов моторный вагон Выборгского трамвайного маршрута № 1. Это самая крупная трамвайная авария в Финляндии, в которой пять человек погибли и по меньшей мере десять получили ранения.

## История
Трамвайное сообщение осуществлялось в городе с 1912 года.
В тот день трамвайная сцепка из моторного вагона и ведомого пассажирского вагона, следовал по пологому спуску тогдашней улицы Катаринанкату. Оба вагона были практически полностью заполнены пассажирами. В какой-то момент вагоновожатый потерял контроль над движением. Скорость движения выборгского трамвая не должна была превышать расчётную величину 20 км/ч, но на этом спуске была значительно превышена. На повороте с Катариинанкату на улицу Торикату вагоны не вошли в левый поворот и сошли с рельсов. Головной вагон упал на правый бок и врезался в чугунный фонарный столб на обочине. Задний вагон также сошёл с рельсов, но остался в вертикальном положении, его пассажиры избежали более серьёзных травм.
Сошедшие трамваи сбили 18-летнюю женщину, идущую по тротуару с коляской, двухлетний мальчик в коляске погиб на месте. Женщина получила серьезные ранения, но выжила. Трое пассажиров, погибших на месте аварии, все были рабочими из Выборга, самому молодому из них было всего 18 лет. Около десяти человек получили тяжёлые ранения, ещё несколько человек получили лёгкие ранения. Девять дней спустя скончался и водитель трамвая, находившийся на лечении в больнице.
Первоначально предполагалось, что причиной аварии стала самочувствие водителя, поскольку стало известно, что в тот день он жаловался на головную боль. Однако вскоре выяснилось, что причиной стали неисправные тормоза трамвая. Это подтвердилось, когда выяснилось, что один из пассажиров пытался помочь водителю остановить вагон.
В результате катастрофы немецкая компания, осуществлявшая транспортные перевозки в Выборге, получила массу критики как со стороны местной прессы, так и общественности. Среди прочего, компанию обвинили в том, что она находится в Выборге только для получения финансовой выгоды и поэтому пренебрегает безопасностью. Особой критике подвергся директор компании, Ойген Лансдорф.
Катастрофа 1920 года не была первой в истории Выборга, в 1919 году трамвай насмерть сбил мальчика.

## Память
В 2018 году у места катастрофы установлен трамвай-памятник, в нём открыто кафе.